# Sauto
Sauto (katalanisch Sautó) ist eine französische Gemeinde mit 102 Einwohnern (Stand 1. Januar 2022) im Département Pyrénées-Orientales in der Region Okzitanien. Sie gehört zum Arrondissement Prades und zum Kanton Les Pyrénées catalanes.

## Nachbargemeinden
Nachbargemeinden von Sauto  sind Ayguatébia-Talau im Norden, Canaveilles im Nordosten, Fontpédrouse im Osten, Planès im Süden, Saint-Pierre-dels-Forcats im Südwesten, Mont-Louis und La Cabanasse im Westen sowie La Llagonne im Nordwesten.

## Bevölkerungsentwicklung
| Jahr      | 1962 | 1968 | 1975 | 1982 | 1990 | 1999 | 2013 |
| Einwohner | 162  | 121  | 98   | 93   | 102  | 107  | 93   |

## Sehenswürdigkeiten
- Kirche Saint-Maurice
- Pont de Cassagne (Monument historique)